# Richard H. Cain

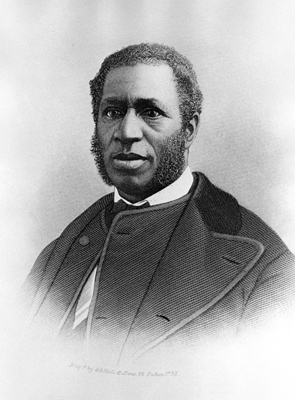
Richard H. Cain

Richard Harvey Cain (* 12. April 1825 im Greenbrier County, Virginia; † 18. Januar 1887 in Washington, D.C.) war ein US-amerikanischer Politiker. Zwischen 1873 und 1879 vertrat er zweimal den Bundesstaat South Carolina im US-Repräsentantenhaus.

## Werdegang
Richard Cain wurde als Sohn freier afroamerikanischer Eltern im heutigen West Virginia geboren. Im Jahr 1831 zog er mit seinem Vater nach Gallipolis in Ohio. Dort besuchte er die öffentlichen Schulen. Später absolvierte er die Wilberforce University und eine weitere Schule in Hannibal (Missouri). Cain arbeitete zunächst als Friseur in Galena und ergriff dann den Beruf eines Pastors der African Methodist Episcopal Church. Im Jahr 1859 war er Diakon in Muscatine (Iowa). Zwischen 1861 und 1865 fungierte er als Pastor in Brooklyn.
Nach dem Ende des Bürgerkrieges zog Richard Cain im Jahr 1865 nach Charleston in South Carolina. Dort war er wieder als Geistlicher tätig. Gleichzeitig begann er als Mitglied der Republikanischen Partei eine politische Laufbahn. Im Jahr 1868 war er Delegierter auf einer Versammlung zur Überarbeitung der Staatsverfassung von South Carolina; von 1868 bis 1872 saß er im Staatssenat. Cain gab auch zeitweise die Zeitung "South Carolina Leader" heraus.
1872 wurde Cain im wieder eingerichteten fünften Wahlbezirk von South Carolina in das US-Repräsentantenhaus in Washington gewählt. Da er im Jahr 1874 auf eine weitere Kandidatur verzichtete, konnte er bis zum 3. März 1875 zunächst nur eine Legislaturperiode im Kongress absolvieren. Im Jahr 1876 wurde er im zweiten Distrikt erneut in das Repräsentantenhaus gewählt, wo er zwischen dem 4. März 1877 und dem 3. März 1879 als Nachfolger von Charles W. Buttz eine weitere Amtszeit verbrachte. Dort setzte er sich vor allem für den Civil Rights Act of 1875 ein. Im Jahr 1878 kandidierte er nicht mehr für den Kongress.
1880 wurde Richard Cain zum Bischof seiner Kirche ernannt. In dieser Eigenschaft betreute er die Bezirke in Louisiana und Texas. Er war auch an der Gründung des Paul Quinn College beteiligt, dessen Präsident er bis 1884 war. Richard Caine starb am 18. Januar 1887 in der Bundeshauptstadt Washington.